# Kaspisch Pijpleidingenconsortium
Het Kaspisch Pijpleidingenconsortium, in het Engels bekend onder de naam Caspian Pipeline Consortium (CPC), is een samenwerkingsverband van Rusland en Kazachstan en een aantal internationale oliemaatschappijen. Doel van het consortium is de aanleg en beheer van een oliepijplijn tussen olieproducerende regionen in Rusland en Kazachstan en de Zwarte Zee-kust.

## Aanleiding
Belangrijkste reden voor de aanleg van deze pijplijn was de ontdekking van het Tengizveld in Kazachstan in 1979. In april 1993 besloten een aantal oliemaatschappijen dit veld te gaan ontwikkelen en om de olie naar de afzetmarkten te vervoeren werd ook besloten een pijplijn aan te leggen.

## Aanleg en doorvoer

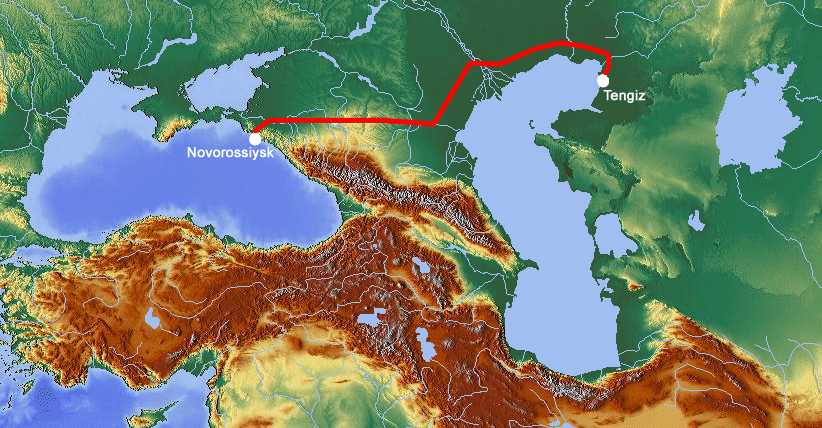
Route pijplijn

De pijplijn heeft een lengte van 1511 kilometer en is sinds eind 2001 in gebruik. De capaciteit was ruim 650.000 vaten per dag, ofwel ruim 35 miljoen ton olie per jaar. De olie wordt in de haven van Novorossiejsk overgepompt in tankers. In 2002 werd al ruim 11 miljoen ton olie door de pijplijn vervoerd en dit nam verder toe tot ruim 30 miljoen ton vanaf 2005.
In 2011 besloten de aandeelhouders de capaciteit van de pijplijn te verhogen naar 67 miljoen ton op jaarbasis. Dit vergde een investering van US$ 5,4 miljard. Er zijn hiervoor 10 extra pompstations gebouwd, zes extra olieopslagtanks in de haven van Novorossiejsk, een extra afmeerpunt voor tankers in zee aangelegd en 88 kilometer van de pijplijn voorzien van buizen met een grotere diameter. Dit programma werd medio 2017 afgerond. In november 2016 kwam het grote Kashagan olieveld in de Kaspische Zee in productie en de uitbreiding was nodig om de olie uit dit veld af te voeren. Als de plannen zijn uitgevoerd verwacht de onderneming de omzet met US$ 2,3 miljard te verdubbelen.
In 2019 werd besloten de capaciteit verder te verhogen naar 72,5 miljoen ton per jaar. Vanaf 2022 wordt meer olie verwacht uit Kazachstan wat deze investering rechtvaardigt. Het investeringsprogramma loopt enige jaren en zal voor eind 2024 afgerond worden.
In 2015 werd 42,8 miljoen ton olie door de pijplijn vervoerd. In 2020 was dit gestegen naar 59,0 miljoen ton en in 2023 een record van 63,5 miljoen ton. Hiervan was 56,1 miljoen ton afkomstig uit Kazachstan en 7,4 miljoen ton uit Rusland. In 2024 was er sprake van een lichte daling naar 63 miljoen ton, toen kwam de meeste olie uit drie velden, Tengiz (26,8 miljoen ton), Kashagan (17,2) en Karachaganak (9,8).
In de periode van 2001 tot eind 2024 werd in totaal zo'n 951 miljoen ton olie door de pijplijn getransporteerd, waarvan veruit het allergrootste deel uit Kazachstan.
| Jaar | Transport (× miljoen ton) |
| ---- | ------------------------- |
| 2010 | 34,9                      |
| 2015 | 42,8                      |
| 2016 | 44,3                      |
| 2017 | 55,1                      |
| 2018 | 61,1                      |
| 2019 | 63,3                      |
| 2020 | 59,0                      |
| 2021 | 60,7                      |
| 2022 | 58,7                      |
| 2023 | 63,5                      |
| 2024 | 63,0                      |

In maart 2022 raakte in een storm twee van de drie laadpunten voor de kust van Novorossiejsk beschadigd. De reparatie kan minstens zes weken duren en is ook afhankelijk van partijen buiten Rusland. Na de Russische invasie van Oekraïne in 2022 hebben de Verenigde Staten sancties opgelegd aan Russische olie, maar de olie uit Kazachstan is hiervan uitgezonderd. Op 6 juli 2022 volgde een rechterlijke uitspraak, het transport door de pijpleiding wordt gedurende 30 dagen stilgelegd vanwege overtreding van Russische milieuwetten. Tegen dit besluit werd hoger beroep aangetekend en vier dagen later oordeelde de rechter dat de pijplijn open mocht blijven en legde in plaats daarvan een boete op van 200.000 Russische roebel of zo'n US$ 3300.

## Samenstelling consortium
De aandeelhouders van het consortium zijn:
- Transneft - 24%
- KazMunaiGaz (Kazachstan) - 19%
- Chevron Caspian Pipeline Consortium Co. - 15%
- LukArco B.V. - 12,5%
- Mobil Caspian Pipeline Co. - 7,5%
- Rosneft - Shell Caspian Ventures Ltd. - 7,5%
- CPC Company - 7%
- ENI International (N.A.) N.V. - 2%
- BG Group - 2%
- Oryx Caspian Pipeline LLC - 1,75%
- Kazakhstan Pipeline Ventures LLC - 1,75%

In april 2007 is het belang van de Russische overheid in het consortium overgedragen aan Transneft. Medio 2008 heeft Oman, een van de oprichters, het volledige belang van 7% in de pijplijn verkocht aan CPC een staatsbedrijf van Rusland. In december 2009 verkocht BP haar belang in LukArco aan LUKoil voor US$ 1,6 miljard. Deze verkoop geeft een indicatie van de waarde van de pijplijn, namelijk US$ 24 miljard.